# Peirol

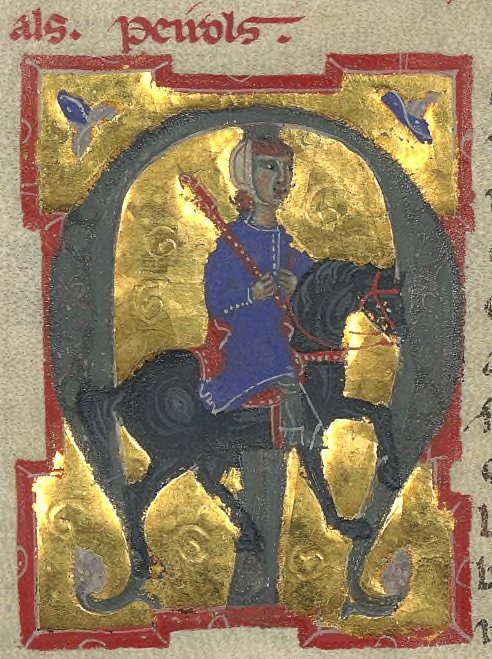
BnF ms. 12473 fol. 42; cançoner K

Peirol (fl. 1188-1222) fue un trovador francés en occitano. Se conservan treinta y dos de sus composiciones, muchas de ellas (diecisiete) con la música.

## Vida
Según la Vida que se ha conservado, Peirol era un pobre caballero de Auvernia, de un castillo que se nombraba Peirol en la comarca de Dalfi d'Alvernha, al pie de Rocafort. Este castillo, hoy en día desaparecido, podría ser el actual Prondines, que está cerca de Rochefort-Montagne y de la región de la Auvernia. 
La Vida explica que Dalfí lo acogió en su corte y que Peirol se enamoró de su hermana Salh de Claustra (literalmente «salida del claustro»), esposa de Beraut II de Mercuer. Este amor habría escalado más allá de lo aceptable y Dalfí habría alejado a Peirol de la corte, por lo que éste se vio obligado a ejercer de juglar puesto que no se podía mantener como caballero.
Al respecto, parece ser cierto que Peirol ejerció de juglar ya que es mencionado como tal en un estribillo de una canción de Alegret. Peirol también sale satirizado en la galería del Monje de Montaudon como un pobre que ha usado la misma vestimenta durante treinta años, además de criticar su canto.
La mayoría de piezas que se han conservado son canciones (dieciséis de las cuales tienen música). También dos canciones sobre las Cruzadas de Tierra Santa (366,28 y 366,29, esta última con música) y varias piezas dialogadas con otros trovadores: Bernart de Ventadorn, Blacas de Aulp, Gaucelm Faidit y también Dalfí de Alvenha.
La música de Peirol ha sido grabada por varios grupos especializados en música medieval como el Clemencic Consort.

## Obra

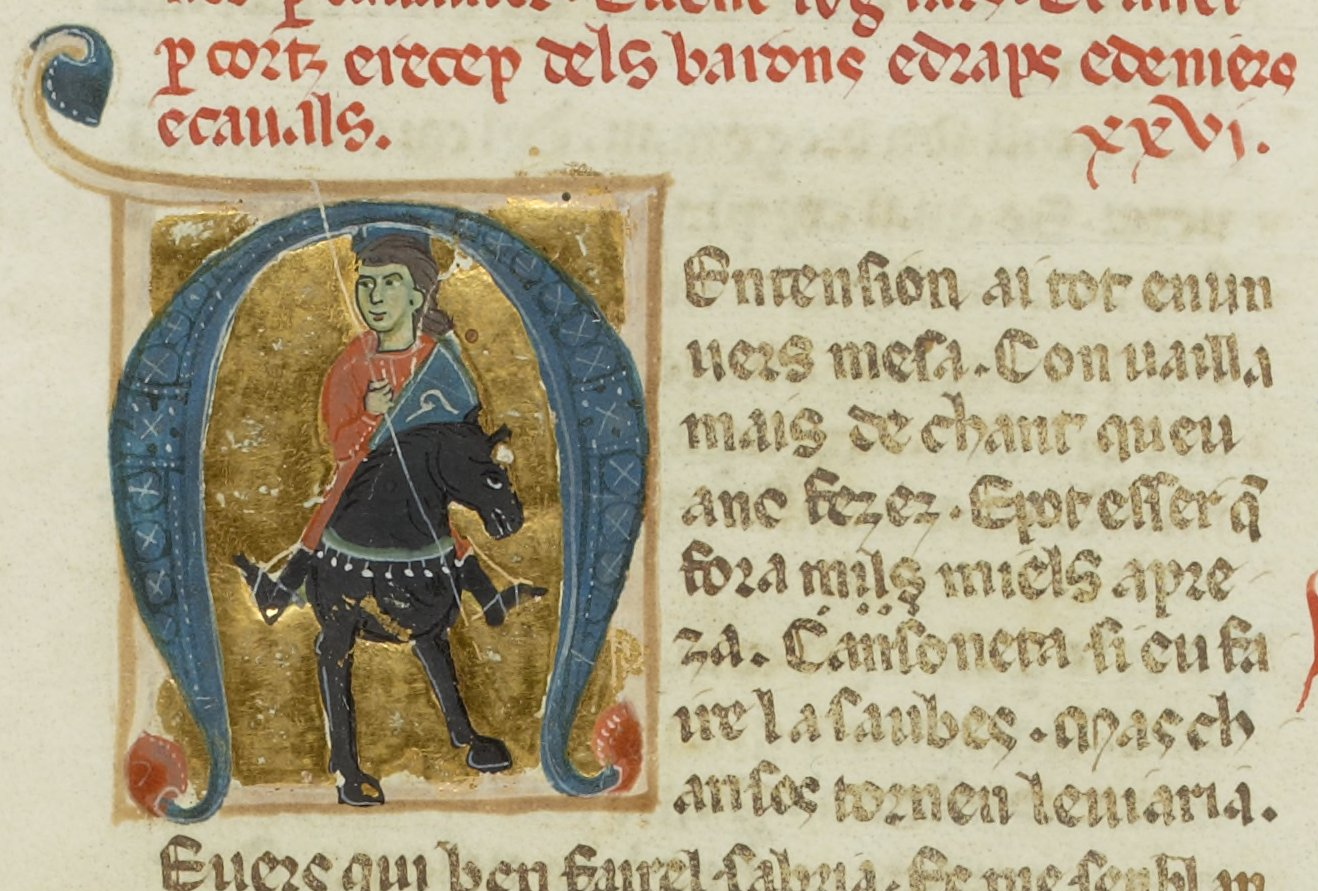
BnF ms. 854 fol. 56v; cançoner I

- (366,1) Ab grande joi mueve maintas vetz @e comenssa (canción)
- (366,2) Atressi co·l signos fai (canción) (con música que se conserva en el cançoner R)
- (366,3) Bien dei chantar puois amores me o enseigna (canción) (con música que se conserva en el cançoner G)
- (366,4) Be·m cujava que no chantes oguan (canción)
- (366,5) Ren (Ben) no val hom joves que no·s perjura (sirventès)
- (366,6) Camjat ai (m'a) mon consirier (canción; con música que se conserva en el cançoner G)
- (366,7) Car m'era de Joi lunhatz (canción)
- (366,8) Cora qu'amores vuelha (canción)
- (366,9) Coras que·m fezes doler (canción; con música que se conserva en los cançoners G y R)
- (366,10) Dalfi, sabriatz me vos (partiment con Dalfí de Alvernha)
- (366,11) D'eissa la razón qu'ieu suoill  (canción; con música que se conserva en el cançoner G)
- (366,12) Del sieu torcido farai esmenda (canción; con música conservada a los cançoners G y X)
- (366,13) D'un buen verso vais pensan como lo fezes (canción; con música que se conserva en el cançoner G)
- (366,14) D'un soneto vais pensan (canción; con música que se conserva en el cançoner G)
- (366,15) En joi que·m demora (canción; con música que se conserva en el cançoner G)
- (366,16) Eu non lausarai ya mon chan (canción)
- (366,17) Gaucelm, diguatz m'al vostre sen (partiment con Gaucelm Faidit)
- (366,18) La gran alegransa (canción)
- (366,19) Mainta nada mí malrazona (canción; con música que se conserva en el cançoner R)
- (366,20) M'entencion ai tot' en un vers mesa (canción; con música que se conserva en el cançoner R)
- (366,21) Mout me entremis de chantar voluntiers (canción; con música que se conserva en el cançoner G)
- (366,22) Nuills hom no s'auci tan gen (canción; con música que se conserva en el cançoner G)
- (366,23 = 70,32) Peirol, com avetz tan estat (tensó con Bernart de Ventadorn)
- (366,25 = 97,8) Peirol, pois vengutz es vas nos (intercambio de coplas con Blacatz)
- (366,26) Per dan que d'amor mi veigna (canción; con música que se conserva en el cançoner G)
- (366,27) Pos de mon joi vertadier (canción)
- (366,27a) Pos entremes me suy de far chansos (canción)
- (366,28) Pus flum Jordan ai vist e·l monimen (sirventés)
- (366,29) Quant Amors trobet partit (tensón ficticio con el Amor, con elementos de una canción de cruzada; con música que se conserva en el cançoner G)
- (366,30) Senher, qual penriaz vos (partiment con un interlocutor desconocido, a quien se dirige como "Senher")
- (366,31) Si be·m sui loing te entre gente estraigna (canción) (con música que se conserva en el cançoner G)
- (366,33) Tot mon engeing e mon saber (canción) (con música que se conserva en el cançoner G)
- (366,34) Tuig miei cossir son d'amor e de chan ... / Totz temps mi pac de solatz e de chan (canción)

### Ediciones
- S. C. Aston, Peirol, Troubadour of Auvergne, Cambridge, 1953
- Margaret Louise Switten, Text and Melody in Peirol's Cansos, en: PMLA, 76, No. 4. (sept 1961), pag. 320–325

### Repertorios
- Alfred Pillet / Henry Carstens, Bibliographie der Troubadours von Dr. Alfred Pillet [...] ergänzt, weitergeführt und herausgegeben von Dr. Henry Carstens. Halle: Niemeyer, 1933 [Peirol es el número PC 366]
- Guido Favati (editor), Le biografie trovadoriche, testi provenzali dei secc. XIII e XIV, Bolonia, Palmaverde, 1961, pàg. 292
- Martí de Riquer, Vidas y retratos de trovadores. Textos y miniaturas del siglo XIII, Barcelona, Círculo de Lectores, 1995 p. 160-163.